# Mistrzostwa Świata U-20 w Piłce Nożnej Kobiet 2026
Ten artykuł dotyczy przyszłego wydarzenia sportowego. Informacje w nim zawarte zmienią się w przyszłości.
Mistrzostwa Świata U-20 w Piłce Nożnej Kobiet 2026 – dwunasty turniej mistrzostw świata kobiet do lat 20. Obędzie się po raz pierwszy w Polsce, a po raz czwarty w Europie.

## Wybór gospodarza
Polska została wybrana gospodarzem turnieju 17 grudnia 2023 roku.

## Zakwalifikowane zespoły
Do turnieju finałowego zakwalifikują się łącznie 24 drużyny. Oprócz Polski, która automatycznie zakwalifikowała się jako gospodarze, pozostałe 23 drużyny kwalifikują się w sześciu oddzielnych turniejach kontynentalnych.
| Konfederacja                                    | Turniej kwalifikacyjny                                                     | Reprezentacja          | Ostatni występ w MŚ U-20 | Najlepszy wynik w MŚ U-20            | Wynik |
| ----------------------------------------------- | -------------------------------------------------------------------------- | ---------------------- | ------------------------ | ------------------------------------ | ----- |
| AFC(Azja)                                       | Mistrzostwa Azji U-20 w piłce nożnej kobiet 2026                           |                        |                          |                                      |       |
| AFC(Azja)                                       | Mistrzostwa Azji U-20 w piłce nożnej kobiet 2026                           |                        |                          |                                      |       |
| AFC(Azja)                                       | Mistrzostwa Azji U-20 w piłce nożnej kobiet 2026                           |                        |                          |                                      |       |
| AFC(Azja)                                       | Mistrzostwa Azji U-20 w piłce nożnej kobiet 2026                           |                        |                          |                                      |       |
| CAF(Afryka)                                     | Mistrzostwa Świata U-20 w Piłce Nożnej Kobiet 2026 (eliminacje strefy CAF) |                        |                          |                                      |       |
| CAF(Afryka)                                     | Mistrzostwa Świata U-20 w Piłce Nożnej Kobiet 2026 (eliminacje strefy CAF) |                        |                          |                                      |       |
| CAF(Afryka)                                     | Mistrzostwa Świata U-20 w Piłce Nożnej Kobiet 2026 (eliminacje strefy CAF) |                        |                          |                                      |       |
| CAF(Afryka)                                     | Mistrzostwa Świata U-20 w Piłce Nożnej Kobiet 2026 (eliminacje strefy CAF) |                        |                          |                                      |       |
| CONCACAF(Ameryka Centralna, Północna i Karaiby) | Mistrzostwa Ameryki Północnej U-20 w piłce nożnej kobiet 2025              | Kanada U-20            | 2024                     | II miejsce (2002)                    |       |
| CONCACAF(Ameryka Centralna, Północna i Karaiby) | Mistrzostwa Ameryki Północnej U-20 w piłce nożnej kobiet 2025              | Meksyk U-20            | 2024                     | Ćwierćfinał (2010, 2012, 2016, 2022) |       |
| CONCACAF(Ameryka Centralna, Północna i Karaiby) | Mistrzostwa Ameryki Północnej U-20 w piłce nożnej kobiet 2025              | Stany Zjednoczone U-20 | 2024                     | Mistrzostwo (2002, 2008, 2012)       |       |
| CONCACAF(Ameryka Centralna, Północna i Karaiby) | Mistrzostwa Ameryki Północnej U-20 w piłce nożnej kobiet 2025              | Kostaryka U-20         | 2024                     | Ćwierćfinał (2010, 2014, 2022, 2024) |       |
| CONMEBOL(America Południowa)                    | Mistrzostwa Ameryki Południowej U-20 w piłce nożnej kobiet 2026            |                        |                          |                                      |       |
| CONMEBOL(America Południowa)                    | Mistrzostwa Ameryki Południowej U-20 w piłce nożnej kobiet 2026            |                        |                          |                                      |       |
| CONMEBOL(America Południowa)                    | Mistrzostwa Ameryki Południowej U-20 w piłce nożnej kobiet 2026            |                        |                          |                                      |       |
| CONMEBOL(America Południowa)                    | Mistrzostwa Ameryki Południowej U-20 w piłce nożnej kobiet 2026            |                        |                          |                                      |       |
| OFC(Oceania)                                    | Mistrzostwa Oceanii U-19 w Piłce Nożnej Kobiet 2024                        |                        |                          |                                      |       |
| OFC(Oceania)                                    | Mistrzostwa Oceanii U-19 w Piłce Nożnej Kobiet 2024                        |                        |                          |                                      |       |
| UEFA(Europa)                                    | Gospodarz                                                                  | Polska U-20            | debiutantki              | debiutantki                          |       |
| UEFA(Europa)                                    | Mistrzostwa Europy U-19 w Piłce Nożnej 2025                                | Francja U-20           | 2024                     | II miejsce (2016)                    |       |
| UEFA(Europa)                                    | Mistrzostwa Europy U-19 w Piłce Nożnej 2025                                | Włochy U-20            | 2012                     | Faza grupowa (2004, 2012)            |       |
| UEFA(Europa)                                    | Mistrzostwa Europy U-19 w Piłce Nożnej 2025                                |                        |                          |                                      |       |
| UEFA(Europa)                                    | Mistrzostwa Europy U-19 w Piłce Nożnej 2025                                |                        |                          |                                      |       |
| UEFA(Europa)                                    | Mistrzostwa Europy U-19 w Piłce Nożnej 2025                                |                        |                          |                                      |       |

## Stadiony
FIFA nie ogłosiła jeszcze listy stadionów.